# Alf Segersäll
Alf Ove Segersäll (Virsbo, 16 de março de 1956) é um ex-ciclista sueco. Competiu como representante de seu país, Suécia, na prova de estrada individual nos Jogos Olímpicos de Verão de 1976 em Montreal, mas não conseguiu completar a corrida. Venceu uma etapa no Giro d'Italia 1983.